# Dentsu
Dentsu Group Inc. (яп. 株式会社電通 кабусики-гайся дэнцу:, TYO: 4324) — японский рекламно-коммуникационный холдинг. Входит в число крупнейших мировых медийных агентств. Штаб-квартира расположена в Токио, офисы компании находятся в 145 странах.

## Информация
Dentsu Inc. работает в Японии под брендом Dentsu Japan Network. Международный бизнес компании со штаб-квартирой в Лондоне называется Dentsu International (ранее — Dentsu Aegis Network).
После приобретения британской Aegis Group в июле 2012 года компания включает шесть глобальных брендов: Carat, Merkle, Dentsu X, iProspect, Dentsu Mcgarrybowen и Isobar, а также специализированные бизнес-подразделения в разных регионах — 360i, Posterscope и другие.
В январе 2021 года бренды iProspect и Vizeum были объединены на большинстве рынков.